# 北方三島

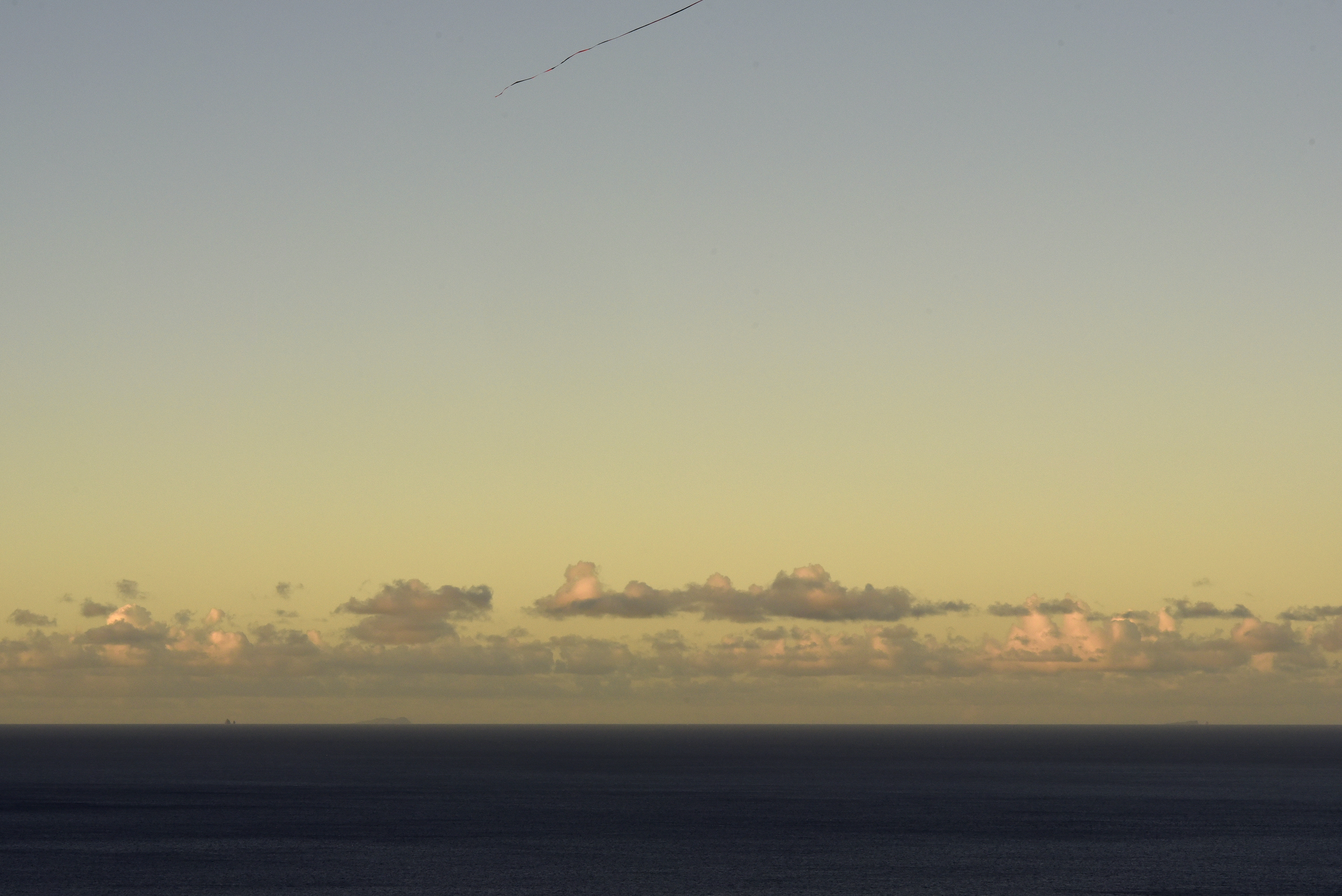
基隆八斗子眺望北方三島

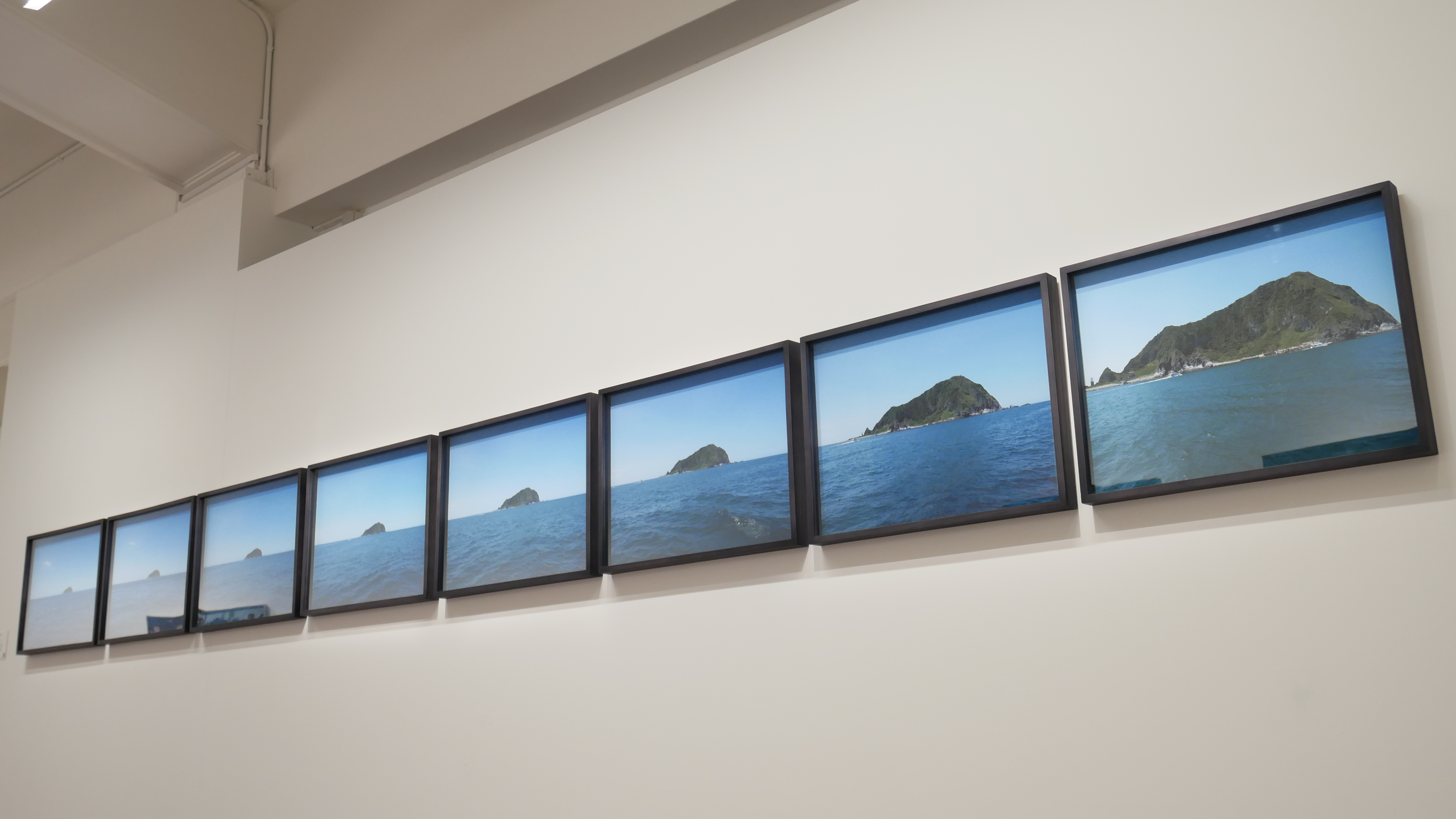
鄭亭亭所作《明日出土》，與基隆嶼有關的攝影作品

北方三島是台灣基隆北方海域3個離島的合稱，皆屬基隆市中正區管轄。由北而南依序為：
- 彭佳嶼
- 棉花嶼
- 花瓶嶼

有時會再加上南方靠近台灣本島的基隆嶼，稱為北方四島。同為火山島的四座島嶼皆隸屬同一行政區，並呈線狀排列於東海海域。
各島嶼中，棉花嶼與彭佳嶼因面積較大，清代與日治時代曾有人定居，現今僅彭佳嶼以及基隆嶼有海巡署部隊駐紮。除去有主權爭議的釣魚臺列嶼，北方三島是臺灣最北端的附屬島群，其中彭佳嶼及棉花嶼也分別是整個台灣含附屬島嶼地理上的最北端及最東端。
由於生態資源豐富，中華民國政府在馬英九政府時期起著手規劃將北方三島設為海洋國家公園，但有部分當地漁民有疑慮所以仍在溝通中。